# Рокский тоннель
Ро́кский тонне́ль (осет. Ручъы тъунел; груз. როკის გვირაბი) — автодорожный тоннель через Главный Кавказский хребет на Рокском перевале под горой Сохс между Северной Осетией и частично признанной Южной Осетией, расположен на 93-м километре Транскавказской магистрали.
Протяжённость тоннеля составляет 3730 метров, протяжённость технической штольни — 3805 метров, ширина проезжей части — 7,5 метров, высота — 4,75 метра. На момент сдачи в эксплуатацию Рокский тоннель был самым протяжённым автомобильным тоннелем в СССР. Он расположен на высоте более 2 км над уровнем моря (северный портал — 2040 м над уровнем моря, южный — 2112 метра над уровнем моря).

## Значение тоннеля
Рокский тоннель должен был значительно уменьшить сроки передвижения, разгрузить автопути и железные дороги СССР вдоль побережья Чёрного и Каспийского морей, а также расширить пассажирские перевозки на Кавказе. Сегодня через Рокский тоннель проходит Транскам — одна из важнейших автомобильных трасс юга России, единственная круглогодичная дорога, связывающая напрямую Россию и Южную Осетию, а до российско-грузинской войны 2008 года — также самый короткий путь из европейской части России в Закавказье, Турцию и Иран. Трасса начинается в Алагире, идёт через Рокский тоннель к южноосетинскому Цхинвалу, а затем — до грузинского Гори.

## История строительства
Строительство тоннеля было начато в 1970-х годах. В журнале «Плановое хозяйство» за 1976 год приводятся решения XXV съезда КПСС, согласно которым «в 1976—1980 гг. намечено выполнить большие работы по строительству горных тоннелей на железных и автомобильных дорогах», среди которых и «Рокский автодорожный тоннель». Рокский тоннель строился одновременно со строительством всей Транскавказской автомагистрали.
План строительства перевальной дороги и тоннеля разрабатывал Н. В. Нагаевский, главный инженер проекта «Перевальная автомобильная дорога через Главный Кавказский хребет по Рокскому перевалу». За основу он взял проект Рутена Гаглоева. По проекту Р. Гаглоева протяжённость тоннеля составляла 5,5 км, и этот проект, по отзывам экспертов, был более удачен, поскольку штольня Рокского тоннеля первоначально была заложена у селения Рук, где ему не угрожали лавины, — это гораздо ниже, чем сейчас располагается южный портал тоннеля. Однако по экономическим соображениям Нагаевскому пришлось сократить длину тоннеля и сделать проект менее дорогостоящим. В результате сметная стоимость строительства дороги с Рокским тоннелем составила 95 млн рублей.

Участники сбойки. 1981 год

### Проект
Технический проект тоннеля был разработан «Ленметрогипротрансом», рабочие чертежи выполнены «Кавгипротрансом». В полном объёме инженерно-геологические изыскания не были проведены из-за сложного рельефа местности и большой глубины заложения тоннеля. Это вызвало необходимость сооружения параллельно основному тоннелю разведочно-вентиляционной штольни, которая по окончании строительства стала использоваться как вентиляционная выработка. Разработку постоянной рациональной вентиляционной системы для Рокского автомобильного тоннеля выполнил Институт горной механики им. Г. А. Цулукидзе (Тбилиси).

### Геологические условия
Тоннель проложен в скальных грунтах.

### Способ проходки и используемая техника
Тоннель строился горным способом с применением буровзрывных работ. Проходка тоннеля осуществлялась одновременно со стороны южного и северного порталов в два уступа новоавстрийским способом. Сводовая часть возводилась с применением высокопроизводительного на начало 1980-х годов оборудования, в частности, применялись буровые агрегаты, снабжённые пятью перфораторами с манипуляторами. Чтобы обеспечить минимальные переборы породы, использовался метод гладкого взрывания. Погрузка и вывоз породы из забоя производился машинами отечественного производства — использовались породопогрузочные машины ПНБ-3Д, автопоезда МоАЗ грузоподъёмностью 20 тонн и автосамосвалы. В качестве временного крепления использовались железобетонные и металлические анкеры длиной 2,5 м. Бетонирование свода осуществлялось с помощью металлической опалубки М0-21, которая устанавливалась в проектное положение перестановщиком на рельсовом ходу. Опалубка была изготовлена на Московском механическом заводе № 5 по проекту СКТБ Главтоннельметростроя.
Проходка штольни велась со стороны северного портала. Забой разрабатывался на полное сечение, крепился анкерами, дугами и сеткой. На работах в штольне использовались бурильная установка СБУ-2к, породопогрузочные машины ПНБ-3Д и ППМ-4э, автосамосвалы, электровозы АРП8, а также — в порядке опыта — гидротранспорт. Бетонирование обделки штольни велось при помощи металлической переставной опалубки ОПР-2, сконструированной СКТБ Главтоннельметростроя и изготовленной на Московском механическом заводе № 5.
Обделка выполнялась из монолитного морозостойкого бетона марки 300, в слабых местах использовался железобетон той же марки.
Среднемесячная скорость проходки и бетонирования основного тоннеля составляла 45 погонных метров.

### Хронология работ
Согласно первоначальному плану производства работ, тоннель и разведочно-вентиляционная штольня должны были возводиться силами треста «Грузтоннельметрострой» (тоннельный отряд № 13 шёл с южного портала, а тоннельный отряд № 15, созданный под проект строительства тоннеля и возглавляемый Г. Ш. Кипиани, ― с северного). Однако после того, как специалисты «Грузтоннельметростроя» не смогли уложиться в график строительства (тоннельщикам не хватало специального оборудования), проходку разведочно-вентиляционной штольни решено было передать специалистам тоннельно-строительного управления (ТСУ) треста «Севосетинавтодор». Тоннельно-строительное управление стало показывать рекордные темпы проходки тоннеля — 100 и более погонных метров в месяц вместо прежних 40-50. Высокая производительность тоннельщиков «Севосетинавтодора» заставила повысить скорость проходческих работ и тоннельщиков из ТО-15 и ТО-13. Бригады проходчиков и бетонщиков работали по методу бригадного подряда.
Проходка горной выработки велась одновременно с двух сторон — от южного портала (тут работали специалисты «Тбилтоннельстроя»), и от северного портала (специалистами Орджоникидзевского тоннельно-строительного управления «Севосетинавтодора»). При строительстве Рокского тоннеля с помощью бульдозеров была построена технологическая дорога через Магский перевал для переброски техники от северного портала к южному.
Сбойка разведочно-транспортной штольни и южной части главного тоннеля состоялась 4 ноября 1981 года в 21:00 — строители опередили график работ, чтобы соединить выработки от северного и южного портала к 64-й годовщине Октября. На следующий день, как писала пресса, по тоннелю прошли первые машины — временный рабочий путь с Северного Кавказа в Закавказье на новой трассе был открыт.

### Эксплуатация тоннеля
Тоннель был введён в эксплуатацию 27 ноября 1984 года, хотя у сооружения были недоделки, которые подрядчик (УС «Тбилтоннельстрой») устранял до 1991 года — тогда работы были прерваны в связи с грузино-югоосетинским конфликтом, а тоннель фактически разграблен. Исполнительная документация осталась в Грузии, часть чертежей находится в Пятигорске в Управлении Северо-Кавказских дорог ФДА.
В период с 1991 по 1999 годы тоннель оставался практически бесхозным.
В 1999 году после образования Дирекции по строительству и реконструкции федеральных автодорог на территории Северной Осетии сооружение было принято на баланс Минтранса РФ. В первую половину 2000-х годов на ремонт тоннеля было выделено более 170 млн руб. — эти средства были использованы главным образом для замены асфальтового покрытия проезжей части тоннеля на бетонное, устранение протечек грунтовых вод на сводах тоннеля, устройство в тоннеле освещения и установку системы видеонаблюдения.
Работы по содержанию тоннеля велись вахтовым методом специалистами Владикавказской организации ДЭП-167 (структурное подразделение «Севосетинавтодора»).

## Пограничный переход
Рокский тоннель — составная часть пограничного перехода Роки — Нижний Зарамаг, решение об открытии которого было принято в 1993 году. До 2006 года на российско-грузинской границе в нормальном режиме функционировало три пограничных перехода (кроме упомянутого, это Псоу — Весёлое и Степанцминда — Верхний Ларс), но Грузия признавала законный статус только последнего из них.

## Состояние тоннеля перед реконструкцией
Вопрос о ремонте Рокского тоннеля и Транскама периодически поднимался с конца 1990-х годов в связи с тем, что за всю историю своего существования дорога не знала капитального ремонта. Техническое обслуживание Рокского тоннеля прекратилось с распадом СССР, сооружение находилось в аварийном состоянии, а вся инженерная инфраструктура трассы и тоннеля устарела. Кроме того, Рокский тоннель находится на том участке автомагистрали, где лавины сходят чаще всего, а специальных сооружений, защищающих водителей, здесь не было построено (наиболее уязвимым считается участок Транскама с 85-го по 93-й километр). Наконец, тоннель сильно пострадал после прохода техники во время российско-грузинской войны 2008 года.
Регулярные обследования состояния тоннеля начались с конца 1990-х годов. В 1998 году тоннель обследовался ОАО «ЦНИИС», в 2003 году — ООО «ОДИС-Д» (Волгоград), в 2005 году — ОАО «Минскметропроект».
В 2007 году стало ясно, что необходим безотлагательный капитальный ремонт тоннеля, причём реконструкция сооружения займёт несколько лет — металлические элементы тоннеля поражены коррозией, нарушена гидроизоляция свода, нуждается в капитальной ревизии вентиляционное хозяйство и система энергообеспечения тоннеля. По заказу Управления дорог «Северный Кавказ» при участии специалистов Росавтодора (Москва), НИИ «Тоннельстрой» (Новосибирск) и «Метрострой» (Минск) было проведено детальное обследование тоннеля, чтобы определить масштаб обветшания основных конструктивных элементов тоннеля и подготовить предложения по устранению имеющихся дефектов с использованием современных технологий и новейших влагостойких материалов. Обследование тоннеля было выполнено в соответствии с техзаданием ОАО «Минскметропроект» по договорам № 163-ГК-2007-I и № 163-ГК-2007-2, заключёнными, соответственно, ОАО «Минскметропроект» с ОАО «Альфа» и с ОАО «Инициатива». Эксперты оценили состояние строительных конструкций тоннеля в целом на 3 балла, а состояние отделки тоннеля в зонах проявления горного давления на 2 балла. В отчётах экспертов, в частности, был отмечен и ряд дефектов, которые возникли из-за отступления от проекта при строительстве сооружения, а также явились следствием некачественно выполненных строительных работ.
Среди наиболее существенных дефектов:
1. В местах с проявлениями горного давления вместо железобетонной обделки был использован бетон с наружными плоскими армокаркасами, бетонная обделка не выдержала горного давления, о чём свидетельствуют дефекты силового происхождения.
2. За отделкой тоннеля отсутствовала гидроизоляция. Низкое качество бетона обделки и большое число швов бетонирования привели к тому, что в тоннель и штольню попадали недопустимо большие объёмы воды, с которыми не справлялись водоотводные лотки.
3. Засорение систем водоотвода из полости вентканала привело к множественным протечкам, что при минусовых температурах создавало условия для образования обширных наледей на стенах тоннеля (участок длиной 750 м от северного портала).
4. Вентиляция тоннеля практически не работала из-за того, что строителями не была выполнена вертикальная перегородка в вентиляционной трубе, необходимая для разделения приточных и вытяжных каналов. Вентиляционные проёмы были закрыты щитами. Тоннель не загазовывался только по причине малой интенсивности движения на трассе. Неудовлетворительное состояние вентиляционной системы проявилось в августе 2008 года во время боевых действий в Южной Осетии, когда по тоннелю проходили подразделения российской 58-й армии и беженцы, — по свидетельству очевидцев, дышать в тоннеле было нечем.

Самое трудное было проехать эти четыре километра через тоннель, — вспоминает водитель. — Если по тоннелю в сторону Южной Осетии двигалась воинская колонна, то приходилось ждать. Ждать можно было долго — час, полтора или два. Как только находилось «окно» — сразу проезжали, но при этом я просил всех пассажиров не открывать окна, потому как можно было задохнуться от гари и выхлопных газов, стоящих в тоннеле.— 

Практически не было никакой разницы — находился ли боец внутри боевой машины или на её броне — дышать было практически нечем, — сказал военнослужащий. — Мы надевали самые толстые марлевые повязки, которых хватало, чтобы проехать из одного конца тоннеля до другого, и затем выбрасывали эти полностью чёрные повязки.— 
Решение провести ремонтные работы в Рокском тоннеле, повреждённом военной техникой, было принято уже в августе 2008 года, когда выяснилось, что тоннель, введённый в эксплуатацию в середине 1980-х годов и с тех пор не ремонтировавшийся, с трудом справляется с пиковой нагрузкой. Чтобы оценить масштаб ремонтных работ в Рокском тоннеле и выработать решение по развитию транспортной и дорожной инфраструктуры региона на федеральном уровне, 26 августа 2008 года Транскам посетил министр транспорта России Игорь Левитин. По его словам, стоимость реконструкции Рокского тоннеля, а также прилегающего к нему 20-километрового участка Транскавказской магистрали, оценивается в 23 млрд руб. Эти средства предполагалось направить прежде всего на устройство вентиляционной и канализационной систем, ремонт водных стоков в Рокском тоннеле, а также на сооружение 16 противолавинных галерей и тоннелей на 20-километровом участке Транскама от так называемого Чертова моста до Рокского тоннеля. Объект был включён в федеральную целевую программу «Дороги России» на 2010—2015 годы.

## Реконструкция тоннеля
Работы по реконструкции Рокского тоннеля начались в декабре 2010 года. Генеральный подрядчик — ОАО «СК МОСТ». Горные работы выполнялись специалистами ООО «БТС-Гидрострой». Согласно проекту, реконструкцию Рокского тоннеля намечалось закончить в 4 квартале 2015 года, однако тоннель был сдан досрочно, в ноябре 2014 года.
Это был первый ремонт тоннеля за 27 лет, с момента его сдачи в эксплуатацию.

### Объём и последовательность работ
Реконструкция Рокского тоннеля проходила в два этапа.
1) На первом этапе реконструировалась техническая штольня тоннеля.
Снималась старая железобетонная обделка, сечение штольни увеличивалось вдвое — с 13 до 26 м², устанавливалась временная обделка штольни, монтировались инженерные коммуникации и обустраивались припортальные площадки.
Перепроходка штольни велась буровзрывным способом с использованием буровой установки Atlas Copco Boomer XE3 C, также были использованы горные комбайны АМ-75 и АТМ-105. В подземной выработке одновременно работали две вахтовые бригады, которым удавалось с помощью горных комбайнов проходить за месяц порядка 600 м.
Работы по первому этапу проводились в период с декабря 2010 года по июль 2012 года.
По расширенной штольне было открыто автомобильное движение между Россией и Южной Осетией в реверсивном графике, что позволило строителям приступить к реконструкции Рокского тоннеля, не нарушая автомобильного сообщения по Транскаму.
Пропускная способность штольни — 2000 машин в сутки при минимальной скорости 20 км/ч. Проектировщики предусмотрели все меры для обеспечения безопасности движения по штольне.
«Здесь устроена продольная система вентиляции, оборудована современная противопожарная система, установлены камеры видеонаблюдения. При возникновении чрезвычайной ситуации срабатывает автоматическая сигнализация. Есть не только рабочее, но и аварийное освещение, сеть телефонной связи, имеется безопасный выход в тоннель, через эвакуационные сбойки. Кроме этого, перед въездом в штольню установлены временные дорожные знаки, на которых отражены необходимые ограничения, реверсивные светофоры, шлагбаумы, габаритные рамки и направляющие устройства. Мы постарались предусмотреть всевозможные нештатные ситуации, которые могут возникнуть в ходе эксплуатации штольни», — говорит главный заместитель начальника ФКУ Упрдор «Северный Кавказ» Анатолий Ястребов.
2) На втором этапе велась реконструкция Рокского тоннеля.
Сечение тоннеля увеличивалось с 65 до 75 м². Одновременно с проходкой тоннеля велись работы по устройству гидроизоляции и устройству постоянной обделки тоннеля. Затем монтировались инженерные коммуникации и обустраивались припортальные площадки.
Перепроходка тоннеля велась горным способом из четырёх забоев при помощи горнопроходческих комбайнов АМ-105. Применялись современные технологии напыляемого бетона, на основе технологии Sigunit швейцарской компании SIKA. На участке были задействованы буровые установки Boomer, анкероустановщики Boltec и Robolt, установка для набрызгбетонирования Spraymec, автопоезда МоАЗ. Скорость проходки с помощью горных комбайнов — 12-15 метров в сутки.
После сдачи Рокского тоннеля в эксплуатацию строители завершили работы в технической штольне.

### Хронология работ
- Декабрь 2010 г. — начало работ по реконструкции[20].
- Октябрь 2011 г. — закончена перепроходка штольни.
- Январь 2012 г. — завершается обустройство штольни[27].
- Март 2012 г. — осуществлён пробный проезд автоколонны по штольне.
- 24 апреля 2012 г. — закрыт на реконструкцию сам тоннель[28].
- Июнь 2012 г. — начинаются работы по перепроходке тоннеля.
- Январь 2013 г. — выполнено более половины объёма работ по перепроходке тоннеля.
- Август 2013 г. — завершена перепроходка нижней (штроссовой) части тоннеля[29].
- 5 ноября 2014 г. — Пуск движения по Рокскому тоннелю[23].

## Рокский тоннель в искусстве
В 1983 году Зинаида Хостикоева посвятила строителям Рокского тоннеля стихотворение.